# Robin Rand

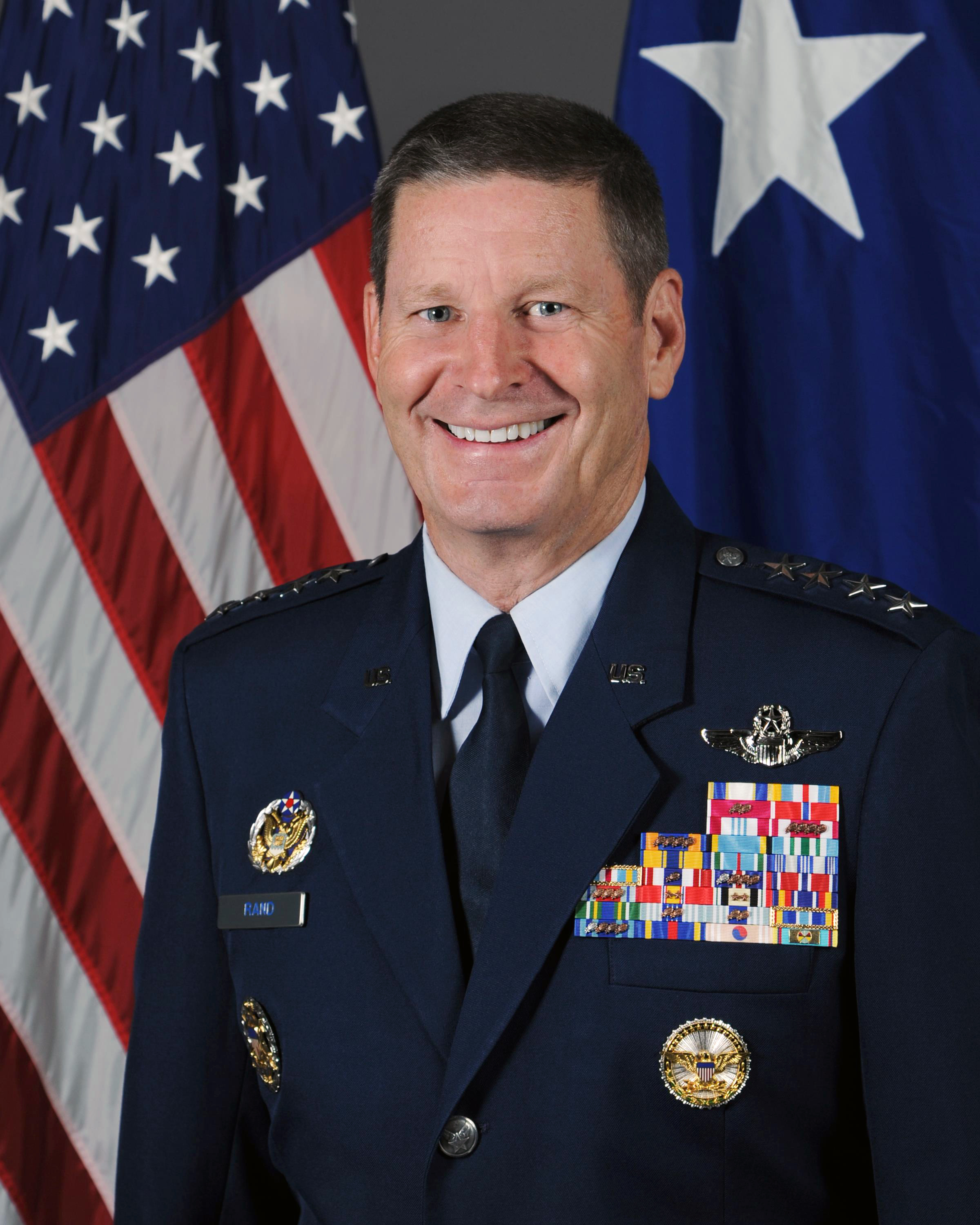
Robin Rand, 2013

Robin Rand (* 1957 in Neufundland, Kanada) ist ein pensionierter General der United States Air Force (USAF). Er kommandierte zuletzt den Air Force Global Strike Command.  

## Ausbildung und Karriere
Rand wurde 1957 als Sohn eines Angehörigen der Air Force im kanadischen Neufundland geboren und schloss die U.S. Air Force Academy, Colorado, 1979 mit einem Bachelor als Luftfahrtingenieur ab.
Rands weitere Ausbildung umfasst neben verschiedener Fortbildungen und Lehrgänge zwei Master-Abschlüsse in Luftfahrttechnik (1988) und in Sicherheitspolitik (1998). Als Pilot absolvierte Rand während seiner Karriere über 5.000 Flugstunden, vor allem auf den Mustern F-16, T-37 und T-38.

## Dienst im Generalsrang

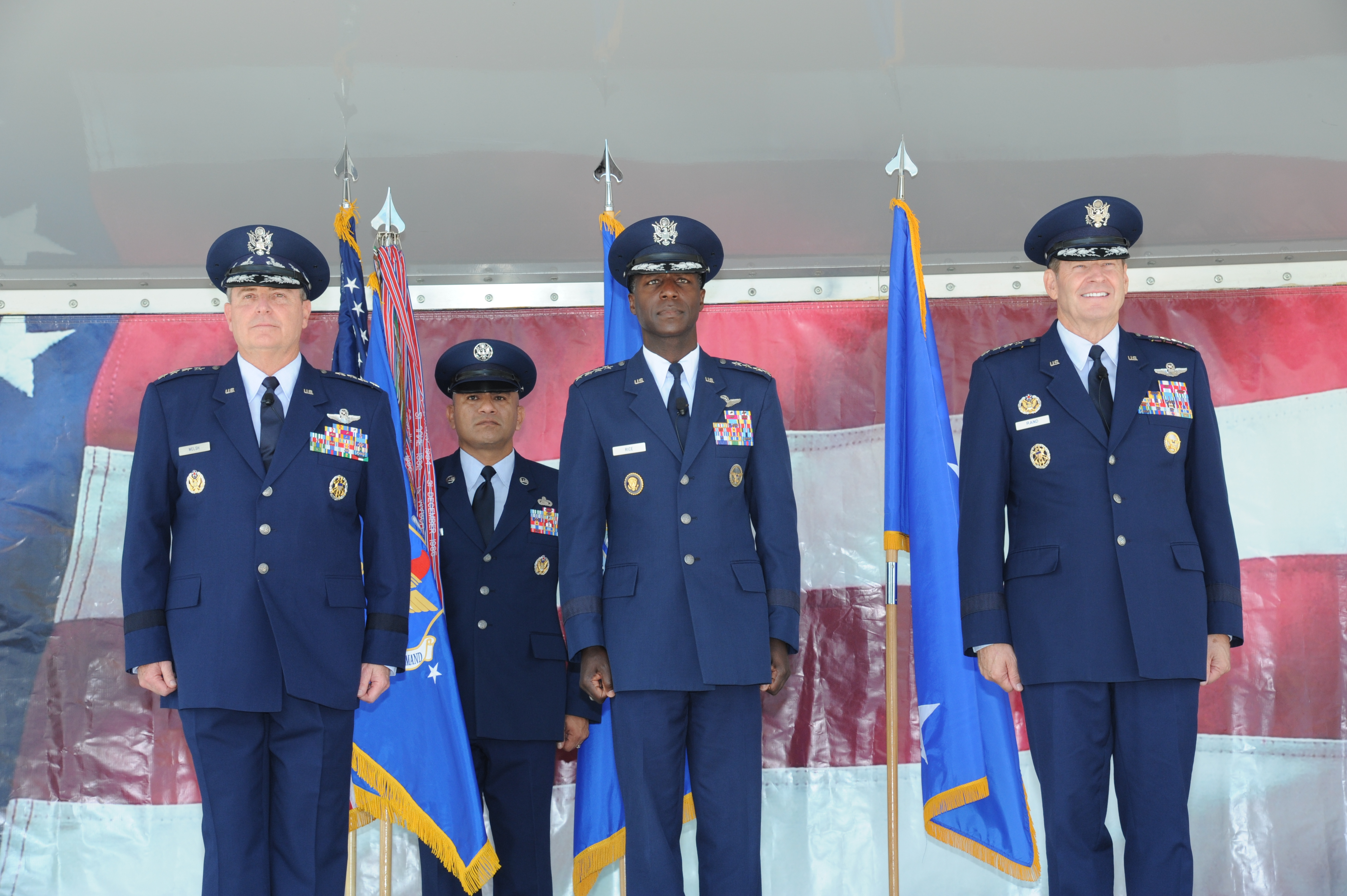
Zeremonie zum Kommandowechsel am AETC, 10. Oktober 2013 (v. l.: Gen. Mark Welsh, Vorsitzender des Generalstabs der USAF, Gen. Edward Rice, Rand)

Im Januar 2006 zum Brigadegeneral befördert kommandierte Rand von Juli 2006 bis Juli 2007 den 332nd Air Expeditionary Wing auf der Balad Air Base im Irak. Zwischen August 2007 und August 2009 diente er dann als Principal Director for Middle East Policy im Pentagon in Washington, D.C., von Juni 2009 an im Range eines Generalmajors. Anschließend war er zwischen August 2009 und Dezember 2011 ebendort Director, Legislative Liaison und Adjutant des stellvertretenden Vorsitzenden des Generalstabs der U.S. Air Force.
Im Dezember 2011 wurde Rand unter Beförderung zum Generalleutnant auf die Davis-Monthan Air Force Base, Arizona, versetzt, wo er die dem U.S. Southern Command unterstellte 12th Air Force befehligte.
Am 28. Juni 2013 nominierte US-Präsident Barack Obama Rand für die Nachfolge von Edward A. Rice als Befehlshaber des Air Education and Training Command; Rand trat das Kommando am 10. Oktober desselben Jahres an, seine Beförderung zum General erfolgte im Rahmen der Kommandoübergabe. dieses Kommando behielt er bis März 2015. Anschließend war er bis 2018 Kommandeur des Air Force Global Strike Command, und ab September 2017 zusätzlich noch Kommandeur des Air Forces Strategic, U.S. Strategic Command. Danach ging er in den Ruhestand.

## Beförderungen
| Rang               | Datum            |
| ------------------ | ---------------- |
| Second Lieutenant  | 30. Mai 1979     |
| First Lieutenant   | 30. Mai 1981     |
| Captain            | 30. Mai 1983     |
| Major              | 1. Juli 1990     |
| Lieutenant Colonel | 1. Februar 1995  |
| Colonel            | 1. Februar 2001  |
| Brigadier General  | 1. Januar 2006   |
| Major General      | 1. Juni 2009     |
| Lieutenant General | 1. Dezember 2011 |
| General            | 10. Oktober 2013 |

## Auszeichnungen
Auswahl der Dekorationen, sortiert in Anlehnung an die Order of Precedence of Military Awards:
- Air Force Distinguished Service Medal
- Defense Superior Service Medal
- Legion of Merit mit zweifachem Eichenlaub
- Bronze Star
- Defense Meritorious Service Medal
- Meritorious Service Medal
- Air Medal mit vierfachem Eichenlaub
- Joint Service Commendation Medal
- Air Force Commendation Medal
- Air Force Achievement Medal
- National Defense Service Medal mit zweifachem Eichenlaub
- Iraq Campaign Medal mit zweifachem Eichenlaub